# Adriaan Litzroth
Adriaan Litzroth (ook: Adriaan von Litzroth) (4 maart 1953 - Nijmegen, 2 juni 1999) was een Nederlands schrijver, illustrator en kunstschilder.

## Leven en werk
In 1971 slaagde Litzroth voor het gymnasium-A-examen aan het Sint Oelbert Gymnasium in Oosterhout. Daarna studeerde hij psychologie en kunstgeschiedenis aan de Universiteit van Nijmegen.
In 1981 'debuteerde' Litzroth met een illustratie bij een verhaal van Nannie van Wehl (pseudoniem van Suzanna Lugten-Reys) (1880-1944). Zijn literaire doorbraak kwam met zijn debuutroman Sebastiaan. Leven en lijden. Hij was een van de weinige auteurs die debuteerden bij uitgeverij Athenaeum - Polak & Van Gennep, van uitgever Johan Polak die hem vele jaren pousseerde en ondersteunde (ook financieel).
De roman Sebastiaan was gebaseerd op het leven van de latere heilige en christen Sebastiaan, soldaat onder keizer Carinus en leider van de pretoriaanse garde onder keizer Diocletianus. De roman beschrijft vooral de vroege christenvervolgingen en de tegenstelling tussen christendom en heidendom. De stijl van Litzroth in deze roman werd barok genoemd.
Ter gelegenheid van de verschijning van de roman Sebastiaan schreef Peter Coret (pseudoniem van Cees van der Pluijm) in opdracht van Johan Polak het gedicht Sebastiaan dat in 1987 in Den Haag verscheen.
Daarna publiceerde Litzroth nog verschillende verhalen en essays. Zijn schilder- en tekenwerk bestaat vooral uit symbolische heiligenvoorstellingen en portretten van soms schaars geklede jongemannen en wordt door iemand als Coen Peppelenbos beschouwd als het werk van een 'goede amateur'.
Litzroth overleed, na op zijn fiets te zijn aangereden door een vrachtwagen. Hij is begraven op Begraafplaats Rustoord aan de Postweg te Nijmegen.

### Teksten
- Leed VII. Nijmegen, 1983.
- 'Het lijf als middelaar. Sebastiaan in de kunst', in: Tegenspraak 8 (1984) 5, p. 14-15.
- 'Sebastiaan: leven en lijden', in: Randschrift 2 (1986) 5, p. 6-16.
- Sebastiaan. Leven en lijden. Amsterdam, Baarn, 1986.
- Een apologie voor Sebastiaan, in: Randschrift 3 (1987) 9 (winter), p. 47-56.
- 'De witte broederschap', in: Dit verval. Verhalen rond een grote ziekte met een kleine naam. Amsterdam, 1988.
- Paul van Dongen [houtsneden Paul van Dongen; gedicht Adriaan Litzroth]. Amsterdam, 1989.
- Het beeld, de plaats, de tijd... Overpeinzingen bij openbare sculptuur : n.a.v. de Studium Generale-Cyclus Nijmegen in de Ring Openbare Sculptuur. Nijmegen, 1990.
- Dongen [Steef Roothaan, lithografie; Adriaan Litzroth, poëzie]. 's-Hertogenbosch, 1995.

### Illustraties
- Nannie van Wehl, Zonde. Nijmegen, 1981.
- Peter Coret, Leed III. Nijmegen, 1983.
- Jos Versteegen, Leed IV. Nijmegen, 1983.
- Theo van Os, Leed V. Nijmegen, 1983.
- Paul van Capelleveen, Leed VI. Nijmegen, 1983.
- Adriaan von Litzroth, Leed VII. Nijmegen, 1983.